# カルパック

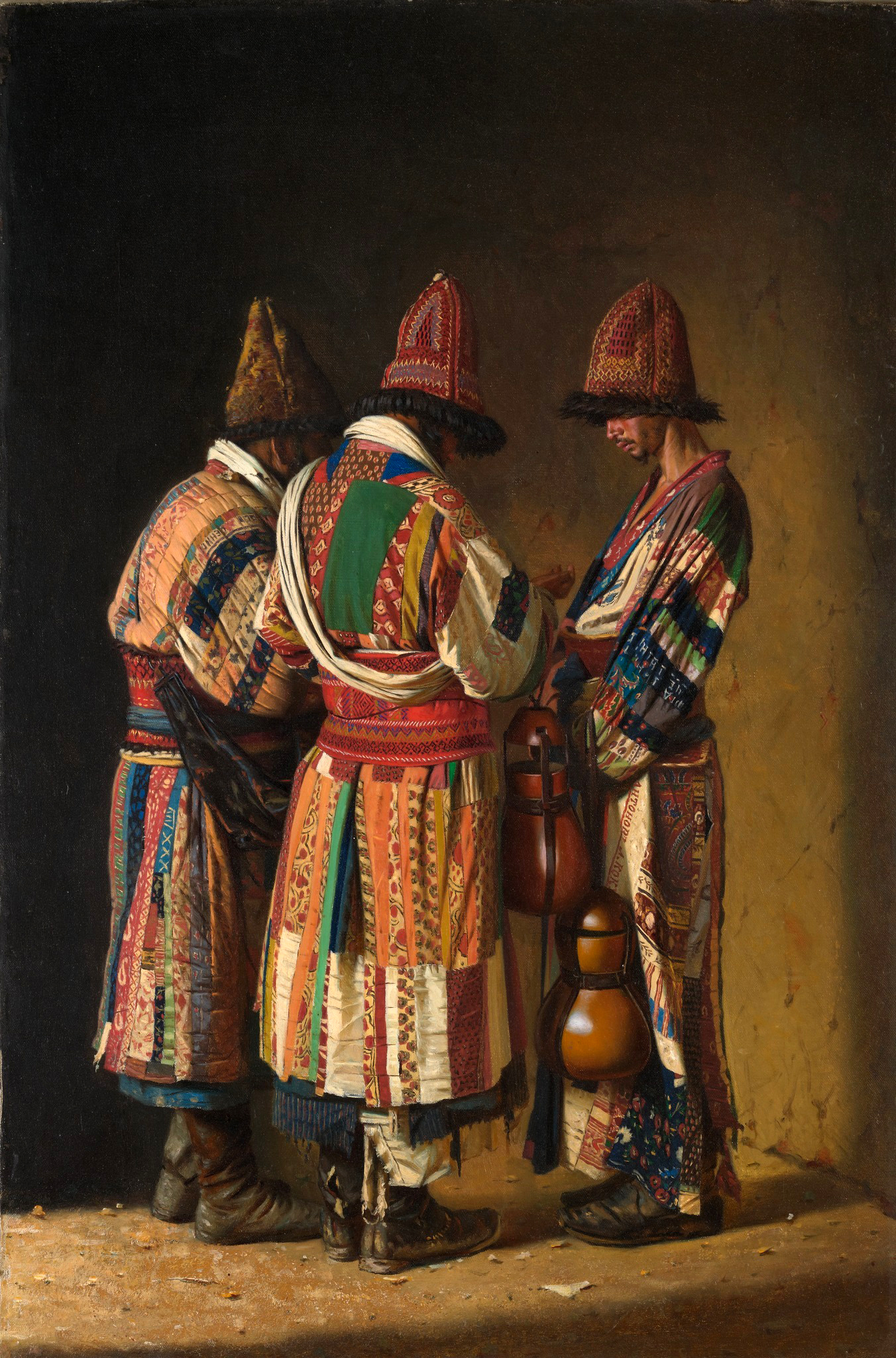
ヴェレシチャーギン『ダルヴィーシュたち』

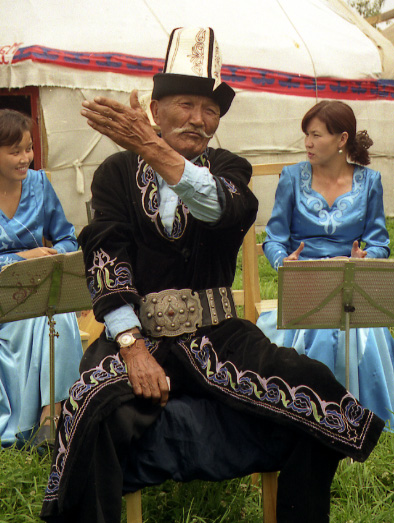
カルパックをかぶるキルギス人のマナスチ

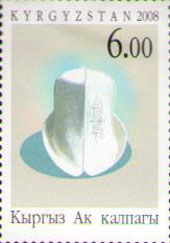
キルギスの切手に描かれたカルパック

カルパック（カルパク、コルパックとも。カラカルパク語: калпак、トルコ語: kalpak [kaɫˈpak]、カザフ語: қалпақ、キルギス語: калпак [qɑlˈpɑq]、ブルガリア語: калпак、ギリシア語: καλπάκι (kalpaki)、ポーランド語: kołpak、ウクライナ語: ковпак、kovpak）とは、中央アジアの伝統的な男性用帽子。釣鐘型で、折り返しがついており、フェルトや羊革で作られる。
「カルパック」とは「帽子」を意味する単語で、「黒い帽子」という意味の「カラカルパック」は民族名（カラカルパク人）や国名（カラカルパクスタン共和国）にもなっている。
キルギスでは、白いカルパックが同国の文化的アイコンとなっている。